# ریزاندامگان کارآ
ریزاندامگان کارآ (میکروارگانیسم‌های مؤثر، ریزجانداران مفید)؛ برگردان پارسی واژه‌های افکتیو میکروارگانیسمز (به انگلیسی: Effective Microorganisms) است و آن را به اختصار «ای ام» (به انگلیسی:  EM) می‌نامند. «فن آوری ای ام» (به انگلیسی: EM Technology) یک تکنولوژی زراعی سازگار با محیط زیست است.

## پیشینه
EM در سال ۱۹۸۰ میلادی توسط پروفسور دکتر تروو هیگا (Prof. Dr. Teruo Higa) در دانشگاه ریوکیوز، شهر اکیناوا (ژاپن) کشف شد و در جهان جهت استفاده در کشاورزی پخش گردید. هدف و ایده نخستین پروفسور هیگا این بود که برای مواد سمی و شیمیایی که در کشاورزی استفاده می‌شود جایگزینی بیابد. وی پس از موفقیت در این زمینه و معرفی ای ام به عنوان یک کود زیستی (کود بیولوژیک)، مصمم شد که از سودمندی‌های تکنولوژی ای ام در بخش‌های دیگر مانند درمان و پزشکی نیز استفاده کند. وی پس از ۱۰ سال پژوهش و آزمایش در دانشگاه ریوکیوز اکیناوا بالاخره سودمندی‌های این تکنلوژی را در بخش‌های دیگر کشف کرد. اکنون پروفسور هیگا در سازمان پژوهشی ام. رُ. در ژاپن EMRO - EM Research Organization کار پخش این ماده سودمند را در سراسر جهان (۱۳۰ کشور) رهبری می‌کنند.

## کاربرد
از EM در کشاورزی مرسوم، کشاورزی زیستی، باغداری، سبزیکاری، دامداری، پالایش و بهبود آب، بهداشت، درمان، کارهای خانه (پاکسازی، کنترل بوهای ناخوشایند، کولر آبی)، مدیریت پسماند، مدیریت پساب، بازیافت، زیست پالایی، کمپوست، سرامیک، لوازم آرایشی و… استفاده می‌شود.